# Cerocida strigosa
Espèce
Cerocida strigosa est une espèce d'araignées aranéomorphes de la famille des Theridiidae.

## Distribution
Cette espèce se rencontre au Venezuela et au Guyana.

## Description
Le mâle décrit par Levi en 1963 mesure 1,7 mm et la femelle 1,5 mm.

## Publication originale
- Simon, 1894 : Histoire naturelle des araignées. Paris, vol. 1, p. 489-760 (texte intégral).